# Блукаючі вогні

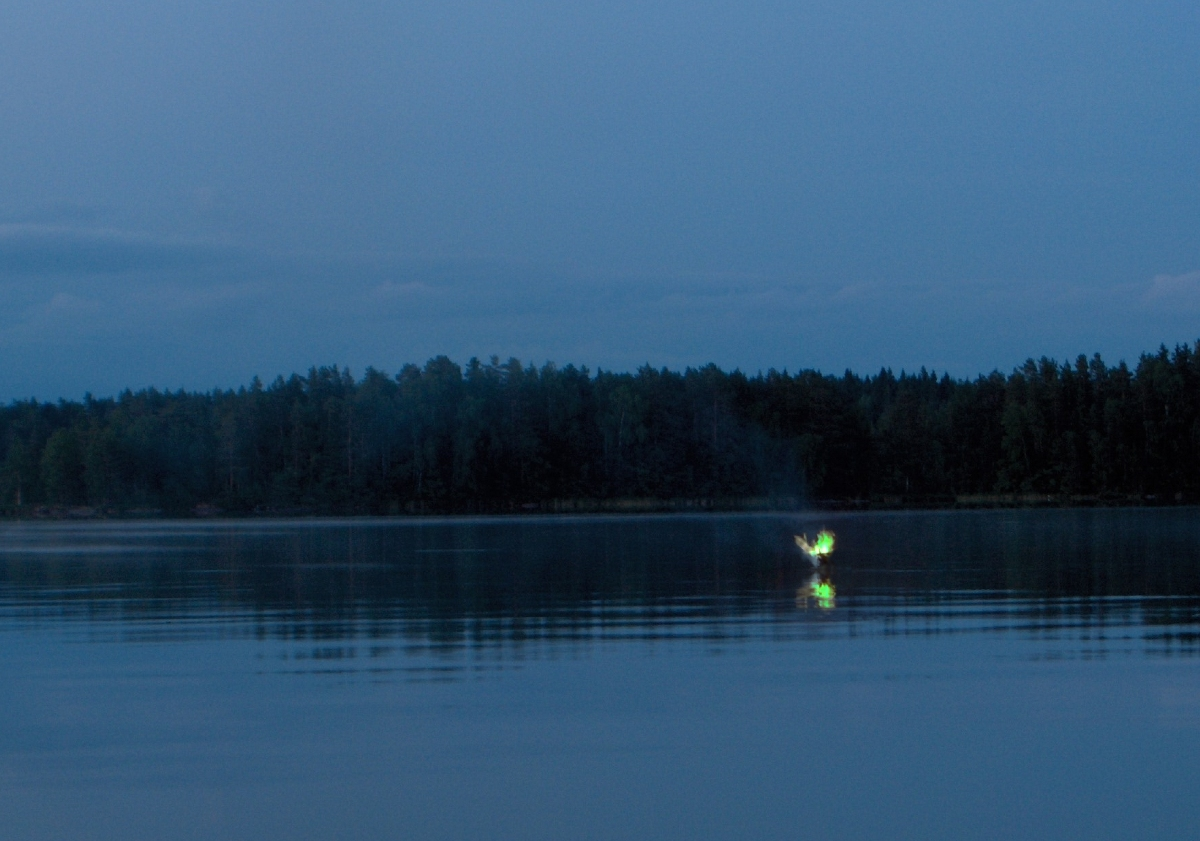
Блукаючий вогонь над водою (постановка)

Блукаючі вогні або мандрівні вогні, бли́мавки — блідо-синє світіння, утворюване згорянням метану, що виділяється внаслідок гниття. Зустрічаються за теплої вогкої погоди вночі на болотах, кладовищах тощо.
Маленькі вогники рухаються за вітром і повітряними потоками навколо людини, що рухається; це може справляти враження начебто вогники намагаються втекти від спостерігача, чи переслідують його.

## У повір'ях
У віруваннях багатьох народів блукаючі вогні описуються як дух, який з'являється у вигляді світла і збиває мандрівників зі шляху, заводить їх у трясовину й болота. В Британії такий дух знаний під назвою «мандрівний віхоть» (англ. will-o'-the-wisp), «Біллі з віхотем» (англ. Billy of the wisp), «Джек з ліхтарем» (англ. Jack-o'-lantern) тощо. В Німеччині його називають «божевільне світло» (нім. irrlicht). Латинською це явище називали «дурне світло» (лат. ignis fatuus).
Японці вірять, що людська душа (зокрема після смерті) може постати в подобі сяйливої літаючої кульки чи хмари — хітодами. На річці Меконг в Індокитаї регулярно спостерігаються вогні, відомі в фольклорі як «вогненні кулі наґ» і пов'язуються зі змієподібним наґою, що нібито живе в річці.
В українських віруваннях блукаючі вогні асоціювалися з русалками та потерчатами. Також заклятим скарбам приписувалася здатність світитися різними кольорами вночі. Проте добути їх нібито можна було, тільки пожертвувавши щось взамін. Світіння приписувалася і цвіту папороті.

## Наукові пояснення

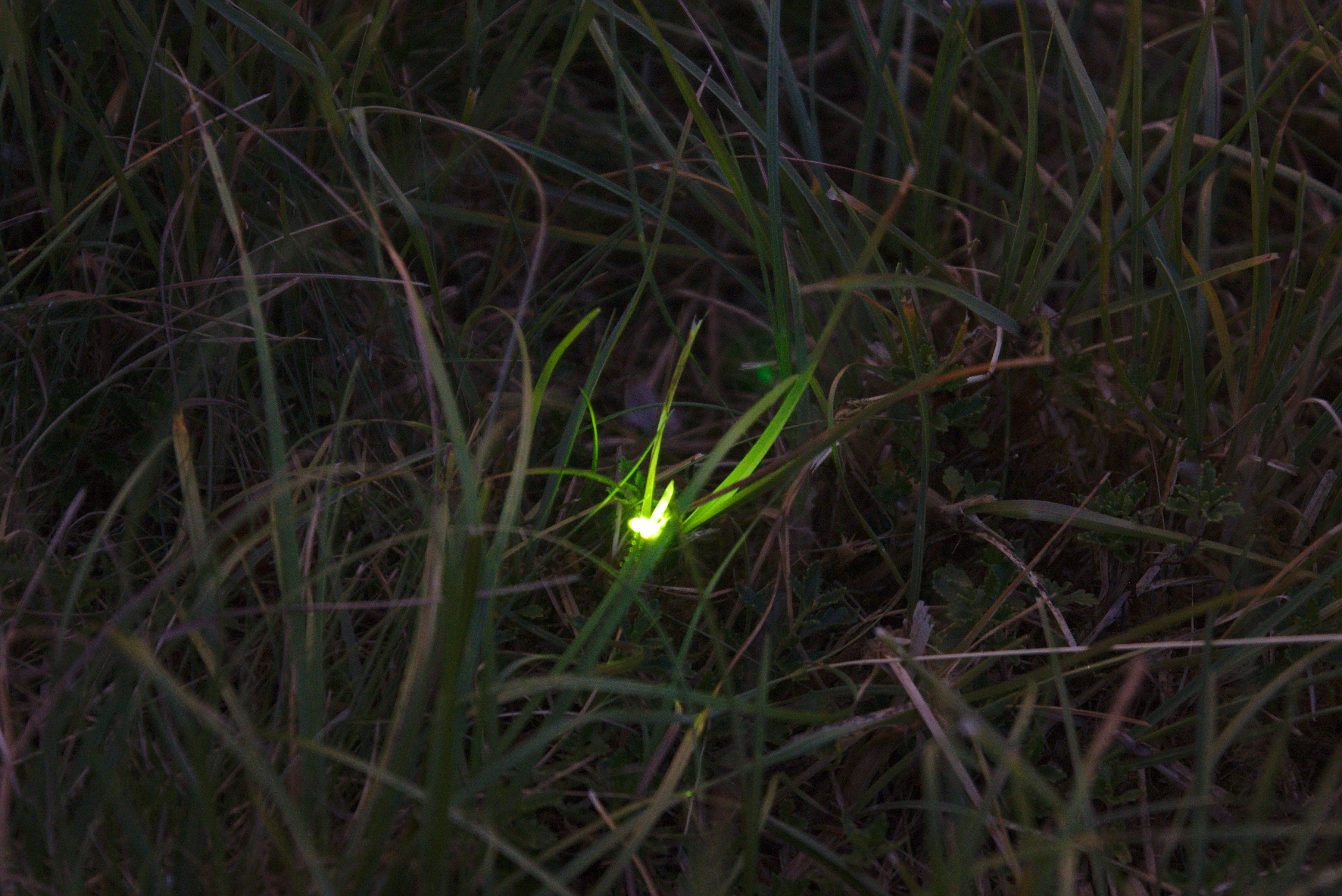
Біолюмінісценція світляка

Явище блукаючих вогнів може спричинятися окисленням фосфіну (PH3), дифосфіну P2H4) і метану (CH4). Оскільки суміші фосфіну та дифосфіну спонтанно спалахують при контакті з киснем у повітрі, лише невеликої їх кількості достатньо, щоб запалити набагато поширеніший метан.
У 1776 році італійський фізик і фізіолог Алессандро Вольта вперше припустив, що природні електричні явища (наприклад, блискавка), які взаємодіють з болотним метаном, можуть бути причиною блукаючих вогнів. Цей погляд підтримав британський ерудит Джозефом Прістлі в його серії робіт «Досліди та спостереження над різними видами повітря» (1772—1790); і французький фізик П'єр Бертолон де Сен-Лазар у «Електриці від метеорів» (1787). Ранні критики гіпотези болотяного газу часто відкидали її як пояснення блукаючих вогнів, стверджуючи про малоймовірність самозаймання, відсутність тепла в деяких спостережуваних вогнях, непередбачувані рухи. Кульова блискавка в той же час класифікувалася як різновид блукаючого вогню. Однак у звітах, опублікованих в 1832 році майором Луїсом Блессоном після серії експериментів у різних місцевостях, було встановлено, що рухи вогнів легко пояснюються переміщенням повітряних потоків. Блессон також спостерігав відмінності в кольорі та теплі полум'я на різних болотах. Так, вогонь у Малапане, Верхня Сілезія (нині Озімек, Польща) не міг спалити шматки паперу чи дерев'яну стружку. Подібним чином блукаючий вогонь у іншому лісі в Польщі замість того, щоб спалювати, покривав шматки паперу та дерев'яної стружки маслянистою в'язкою рідиною. Блессон також випадково створив букаючі вогні в болотах Порта-Вестфаліка, Німеччина, під час запуску феєрверків.
Спроба відтворити блукаючі вогні в лабораторних умовах здійснювалася в 1980 році британським геологом Аланом А. Міллсом з Лестерського університету. Хоча йому вдалося створити прохолодну сяйливу хмару, змішавши неочищений фосфін і природний газ, колір світла був зеленим і створював велику кількість їдкого диму. Це суперечило більшості свідчень очевидців про блукаючі вогні. Як альтернативне пояснення Міллс запропонував у 1999 та 2000 роках, що на болотах спостерігається холодне полум'я, котре супроводжує окислення широкого спектру сполук, включаючи вуглеводні (зокрема метан), спирти, альдегіди, оливи, кислоти і навіть віск.
Пов'язана гіпотеза стосується природної хемілюмінесценції фосфіну. У 2008 році італійські хіміки Луїджі Гарлашеллі та Паоло Боскетті спробували відтворити досліди Міллса. Вони успішно створили слабке холодне світло, змішавши фосфін з повітрям і азотом. Хоча сяйво все ще було зеленуватого кольору, Гарлашеллі та Боскетті помітили, що в умовах слабкого освітлення людське око погано розрізняє кольори. Крім того, регулюючи концентрацію газів і умови довкілля (температуру, вологість тощо), можна було усунути дим і запах або принаймні зробити їх менш помітними. Гарлашеллі та Боскетті погодилися з Міллсом, що холодне полум'я також може бути правдоподібним поясненням інших випадків блукаючих вогнів.
Крім того, явище блукаючих вогнів може пояснюватися біолюмінесценцією різноманітних лісових мікроорганізмів і комах. Світіння випромінюють певні види грибів, наприклад, опеньки, та жуки світляки. Світло, що відбивається від більших істот, які мешкають у лісі, може пояснити явище, коли вогник переміщується та реагує на інше світло. Так, біле оперення сипух може відбивати достатньо світла від Місяця, щоб виглядати як самостійний вогник.